# Willy Demeyer
Pour les articles homonymes, voir Demeyere.
Willy Louis Demeyer, né le 17 mars 1959 à Liège en Belgique, est un homme politique belge (PS), de langue française, actuellement bourgmestre de Liège.
Il est licencié en droit de l'université de Liège et avocat au barreau de Liège.

## Carrière politique

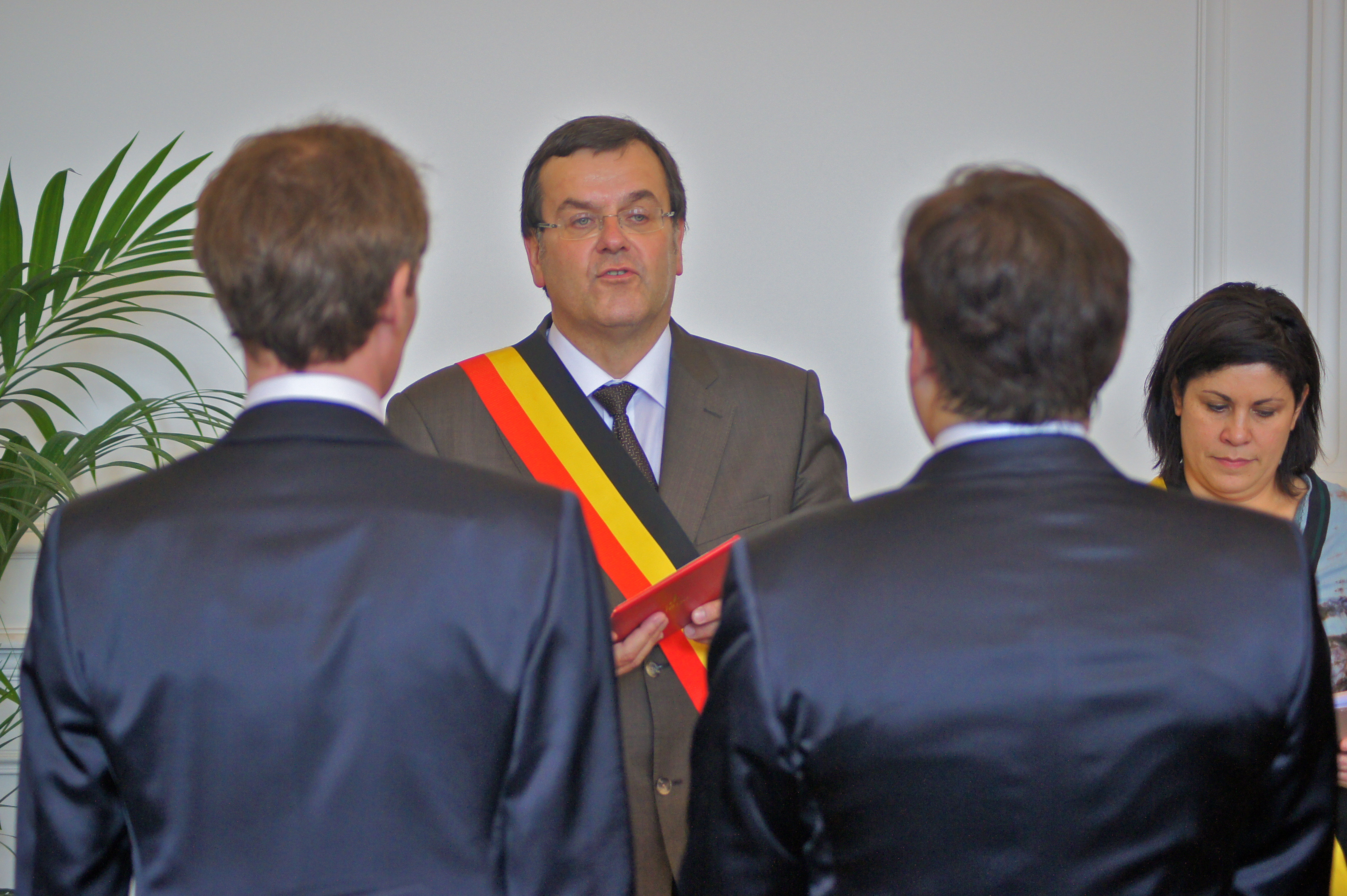
Willy Demeyer célébrant un mariage à l'hôtel de ville La Violette.

- Conseiller communal de la Ville de Liège depuis le 1er janvier 1989.
- Échevin des Travaux de la Ville de Liège dès le 18 février 1991.
- Bourgmestre de Liège, depuis 1999 (où il a succédé à Jean-Maurice Dehousse, devenu député européen).
- Député wallon. Élu en juin 2004, il a démissionné de son mandat lors de son élection à la présidence de la fédération liégeoise du Parti socialiste.
- Président de la fédération liégeoise du Parti socialiste depuis mai 2005 (poste auquel il succède à Guy Mathot, décédé en cours de mandat), jusqu'en mars 2017.
- Willy Demeyer remporte le duel local qui l'oppose au libéral Didier Reynders lors des élections communales d'octobre 2006  en obtenant un score personnel de 18 999 voix, soit le record absolu en Wallonie[1].
- Sénateur depuis les élections du 13 juin 2010; vice-président du Sénat
- Vice-président du Parti socialiste depuis le 6 décembre 2011
- Député fédéral du 25 mai 2014 au 1er septembre 2017

Le 10 mars 2017, Willy Demeyer annonce qu’il met fin à son mandat de président de la fédération liégeoise du PS et de député fédéral afin de se consacrer pleinement au pilotage de l’opération « Réinventons Liège » initiée quelques mois auparavant, et qui vise à actualiser le projet de Ville. Un projet qui nécessite de se consacrer « à 200% » à Liège. Il dit également entendre la demande de la population en faveur de la réduction du nombre de mandats et accepte « d'endosser une part de responsabilité » dans l'affaire Publifin, puisqu’il a adhéré à la philosophie du groupe (l’initiative industrielle publique).

## Vie privée
Il est le papa de Lucas, et est en couple avec Michèle Lempereur, veuve de Guy Mathot.

## Distinctions
- Chevalier de la Légion d'honneur (France, 2005)
- Officier de la Légion d'honneur (France, 4 août 2014)